# Questopogon lineatus
Questopogon lineatus là một loài ruồi trong họ Asilidae. Questopogon lineatus được Daniels miêu tả năm 1976. Loài này phân bố ở miền Australasia.